# Гарстанг, Тими
Тими Хилли Гарстанг (англ. Timi Hilly Garstang; род. 21 июля 1987, Ориндж, Калифорния) — маршалловский легкоатлет, выступавший в беге на короткие дистанции. Участник летних Олимпийских игр 2012 года.

## Биография
Тими Гарстанг родился 21 июля 1987 года в американском округе Ориндж в штате Калифорния.
Занимался лёгкой атлетикой в неподготовленных условиях, бегая по нескошенному полю и отмеряя дистанцию рулеткой.
В 2012 году вошёл в состав сборной Маршалловых Островов на летних Олимпийских играх в Лондоне. В беге на 100 метров занял последнее, 7-е место в 1/8 финала, показав результат 12,81 секунды и уступив 2,01 секунды попавшему в четвертьфинал со 2-го места Фернандо Лумайну из Индонезии.
Показав худший результат на 100-метровке, Гарстанг стал героем публикаций в крупных мировых изданиях — «Би-би-си», Financial Times, CBS News. 